# Lasioglossum tadschicum
Lasioglossum tadschicum is een vliesvleugelig insect uit de familie Halictidae. De wetenschappelijke naam van de soort is voor het eerst geldig gepubliceerd in 1929 door Blüthgen.